# Buk-gu, Ulsan
Buk-gu (hangul: 북구, hanja: 北區), Norra distriktet, är ett stadsdistrikt i staden och provinsen Ulsan  i den sydöstra delen av Sydkorea, 300 km sydost om huvudstaden Seoul.
Distriktet består av den norra delen av centrala Ulsan och delas administrativt in i åtta stadsdelar; Gangdong-dong, Hyomun-dong, Nongso 1-dong, Nongso 2-dong, Nongso 3-dong, Songjeong-dong, Yangjeong-dong och Yeompo-dong. I distriktet ligger stadens flygplats, Ulsan Airport.